# Yuba (Wisconsin)
Yuba – wieś w Stanach Zjednoczonych, w stanie Wisconsin, w hrabstwie Richland.